# Rio Tinto (Portugal)
Rio Tinto er en by i det nordlige Portugal med et indbyggertal på 50.713 (2011). Byen ligger i landets Nordregion, tæt ved regionens hovedby Porto.